# Maji Maji Football Club
Il Maji-Maji Football Club è una società calcistica con sede a Songea, nella regione di Ruvuma, in Tanzania, fondata nel 1978. Lo stadio del club è il Maji-Maji Stadium, avente 30.000 posti.
Oggi il Maji-Maji FC milita nella Tanzanian Premier League (Premier League Tanzanese), competizione vinta nel 1985, 1986 e 1998.